# Wielowieś (Oleśnica)
Pour les articles homonymes, voir Wielowieś.
Wielowieś est une localité polonaise de la gmina de Syców, située dans le powiat d'Oleśnica en voïvodie de Basse-Silésie.